# Sunamphitoe sineplumosa
Sunamphitoe sineplumosa is een vlokreeftensoort uit de familie van de Ampithoidae. De wetenschappelijke naam van de soort is voor het eerst geldig gepubliceerd in 1991 door Kim & Kim.